# Lotty Rosenfeld
Pour les articles homonymes, voir Rosenfeld.
Carlota Eugenia Rosenfeld Villarreal, mieux connue sous le nom de Lotty Rosenfeld, née le 20 juin 1943 à Santiago (Chili) et morte le 24 juillet 2020, est une artiste interdisciplinaire chilienne. 
Elle était très active à la fin des années 1970, à l'époque du coup d'État militaire chilien. Rosenfeld réalise des interventions d'art public dans les zones urbaines, manipulant souvent les panneaux de signalisation afin de mettre les spectateurs au défi de repenser les notions d'espace public et d'agence politique. Son travail a été exposé dans plusieurs pays d'Amérique latine et à l'étranger, notamment en Europe, au Japon et en Australie.

## Grands travaux
Rosenfeld est surtout connue pour son "art action" intitulé Una milla de cruces sobre el pavimento. Les influences de la réalité sociale qui encadrent les routines des sociétés sont devenues les fondements physiques de ses interventions créatrices. Elle a porté ses actions dans plusieurs villes comme Santiago, Washington et New York, New Delhi, Cassel, La Havane

### Una Milla de Cruces Sobre el Pavimento(Un mille de croix sur le trottoir)
Una milla de cruces sobre el pavimento (Chili, 1979) est l'une des œuvres d'action les plus connues de Rosenfeld. Elle a modifié les lignes sur le trottoir, créant finalement des croix. Avec l'aide de personnes anonymes dans la rue, elle transforme les lignes peintes qui divisent les rues en croix avec un axe perpendiculaire constitué de ruban blanc. Rosenfeld a utilisé des lignes droites sur le trottoir comme métaphore du contrôle étroitement tenu du régime de Pinochet. En modifiant ces marques souvent utilisées, elle transgresse ce sous-système de contrôle et confronte le public à une subversion de sens inattendue. Elle convertit un signe moins en un plus, pour créer le signe +, contestant l'idée que les signes sont des marques fixes et statiques de sens. Le travail lui-même était une performance qui perturbait la circulation quotidienne sous le régime de Pinochet.

## Œuvres artistiques
- Una Milla de Cruces au Palais, Art Action / installation vidéo, 1979
- Inversión Escénica [Investissement scénique], Art Action, 1979
- Una Herida Americana, installation vidéo, 1982
- Maison Blanche, photographie, 1982
- Proposición para (entre) Cruzar Espacios Limites, Video Action, 1983,
- Valparaiso - Chili, photographie noir et blanc, 1985
- Paz para Sebastián Acevedo, Art vidéo, 1985
- Moneda
- Metro Wall St. - Etats-Unis
- Cautivos, installation vidéo, 1989
- El Empeño Latinoamericano, Projection vidéo et installation multimédia, 1999
- Moción de Orden, installation multimédia, 2002
- Cuenta Regresiva, pratique multi-vidéo
- Acción de Arte, Point de contrôle allié, 2007
- Estadio Chile, Triennal du Chili, 2009

## Publications
- Rosenfeld, Lotty et al. Lotty Rosenfeld: moción de orden. Ocho Libros Editores, 2002.